# ЮНАМИД
ЮНАМИД (United Nations African Union Mission in Darfur, UNAUMID) — это совместная миротворческая миссия Африканского союза и Организации Объединённых Наций, утверждённая резолюцией 1768 Совета Безопасности Организации Объединённых Наций 31 июля 2007 г. с целью стабилизации ситуации в регионе Судана Дарфур.
Начальный 12-месячный мандат растянут до 31 июля 2009 г.
Бюджет миссии составляет около $106 миллионов в месяц.
Участники миссии (26 000 чел.) начали прибывать в регион в октябре 2007 г. 9000 членов миротворческой миссии Африканского союза в Судане (АМИС), ответственные за миротворческую деятельность, присоединятся к этим силам 31 декабря 2008 г.
19 555 чел. военного персонала и 3772 чел. полицейского персонала усилено 19 полицейскими подразделениями, включающими до 140 человек каждое. Миротворцы смогут применять силу для защиты гражданских лиц и проведения гуманитарных операций.
ЮНАМИД стал первой совместной миссией Африканского союза и Организации Объединённых Наций, а также — самой крупной миротворческой операцией.
На 31 декабря уже введены 9065 чел. персонала, включая 6880 военных.

## Участники
12 августа 2007 г. Альфа Умар Конаре, председатель Африканского союза, предложил комплектовать ЮНАМИД только африканскими войсками. Однако все следующие страны заявили о желании принимать участие в миссии:
| - Бангладеш - Буркина-Фасо - Камерун - Китай - Дания - Джибути - Египет | - Эфиопия - Франция - Гана - Индонезия - Ирландия - Иордания - Малайзия | - Непал - Нидерланды - Нигерия - Норвегия - Пакистан - Руанда - Сенегал | - Швеция - Танзания - Таиланд - Уганда - Великобритания |

Норвегия готовила большой военный контингент в инженерные, медицинские батальоны и в батальоны связи осенью 2007 г. — весной 2008 г. Проект был пересмотрен правительством Красно-зелёной коалиции.

## Потери
По официальным данным ООН, за период с начала операции 31 июля 2007 года до её окончания 31 декабря 2020 года в ходе операции UNAMID погибли 295 миротворцев ООН. Также имелись потери ранеными и травмированными. Крупнейшими единовременными потерями стали 7 убитых и 17 раненых - в боестолкновении 13 июля 2013 года севернее города Ньяла.